# Lega etolica

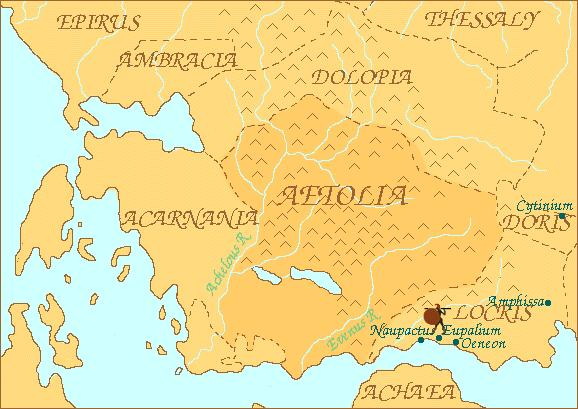
L'antica Etolia, regione della Grecia.

La lega etolica era una confederazione delle città della regione greca dell'Etolia, nata nel IV secolo a.C. per opporsi alla Macedonia. 
Era comandata da uno stratego, eletto annualmente dall'assemblea federale (composta da tutti i cittadini liberi sopra i trent'anni), che si riuniva in primavera e in autunno. Era assistito da un collegio di trenta membri e da alcuni magistrati minori. Era invece regolata dalle deliberazioni dell'assemblea.

## Storia
La lega etolica si affermò in età ellenistica, dopo aver contribuito a bloccare l'invasione celtica della Grecia centrale nel 279 a.C. Gli etoli entrarono così a far parte dell'anfizionia delfico-pilaica, acquistando un potere e un peso politico che gli permisero di inglobare l'Acarnania, la Focide, la Locride, la Beozia, l'Elide, la Messenia e Megalopoli in Arcadia. La lega era ora all'apice della sua potenza. Ma questa "età dell'oro" era destinata a vita breve.
Nemica della lega achea, la lega etolica appoggiò infatti Antigono Gonata nella guerra contro Arato di Sicione, stratego della lega. La sconfitta a Pellene, in Acaia, nel 241 a.C., segnò però l'inizio della decadenza etolica. Intanto tra etoli e macedoni scoppiarono le ostilità, che sfociarono nell'alleanza anti-etolica stretta tra Filippo V di Macedonia e gli achei ("Guerra sociale", 219 a.C.-217 a.C.). Tutto si concluse con la Pace di Naupatto.
Nel 212 a.C., gli etoli affiancarono i Romani accanto a Sparta contro Filippo V nel corso della prima guerra macedonica, ma nel 206 a.C. dovettero giungere a una pace separata con Filippo V, che li indebolì ulteriormente. Schieratisi con Filippo nella guerra di Creta, tornarono ancora una volta al fianco dei romani nella seconda guerra macedonica, venendo frustrati nelle loro mire espansionistiche in Tessaglia quando il console Tito Quinzio Flaminino proclamò nel 196 a.C. la libertà di tutta la Grecia.
Amareggiati e desiderosi di rivincita, nel 192 a.C. gli Etoli si allearono con Antioco III di Siria, che fu eletto strategos per combattere contro Roma. La guerra fu però un disastro: dopo la sconfitta alle Termopili e dopo aver opposto una vana resistenza, la lega etolica si arrese ed accettò una pesantissima riduzione del suo territorio, che segnò la fine del suo peso e del suo ruolo politico